# Cassandra Clare
Judith Rumelt, bolje znana po svojem psevdonimu Cassandra Clare, ameriška pisateljica, * 27. julij 1973, Teheran, Iran.
Piše fantazijo za mlade, najbolj znana je po svoji priljubljeni seriji Kronike podzemlja.

## Življenjepis
Cassandra se je rodila ameriškim staršem v Teheranu kot Judith Rumelt. Njena starša sta Elizabeth in Richard Rumelt, ki je profesor na poslovni šoli in pisatelj. Njen dedek je filmski producent Max Rosenberg.
Kot otrok je Cassandra pogosto potovala in preživljala čas v Švici, Angliji in Franciji. V Los Angelesu je obiskovala srednjo šolo in od takrat naprej je razdelila svoj čas med Kalifornijo in New Yorkom, kjer je delala pri različnih revijah in tabloidih, tudi pri The Hollywood Reporter.
Trenutno živi v Amherstu v Massachusettsu s svojim možem Joshuo Lewisom in tremi mačkami.

### Kronike Podzemlja(The Mortal Instruments)
- 2007 - Mesto kosti (City of Bones)
- 2008 - Mesto pepela (City of Ashes)
- 2009 - Stekleno mesto (City of Glass)
- 2011 - Mesto padlih angelov (City of Fallen Angels)
- 2012 - Mesto izgubljenih duš (City of Lost Souls)
- 2014 - Mesto nebeškega ognja (City of Heavenly Fire)

### The Infernal Devices
- 2010 - Clockwork Angel
- 2011 - Clockwork Prince
- 2012 - Clockwork Princess

### The Bane Chronicles
- 2013 - What Really Happened in Peru
- 2013 - The Runaway Queen
- 2013 - Vampires, Scones and Edmund Herondale
- 2013 - The Midnight Heir
- 2013 - The Rise of the Hotel Dumort
- 2013 - Saving Raphael Santiago
- 2013 - The Fall of the Hotel Dumort
- 2013 - What to Buy the Shadowhunter Who Has Everything
- 2013 - The Last Stand of the New York Institute
- 2013 - The Course of True Love (And First Dates)

### The Dark Artifices
- 2016 - Lady Midnight
- 2017 - Lord of Shadows
- 2018 - The Queen of Air and Darkness

### Kratke zgodbe
- 2005 - The Girl's Guide to be married to the Dark Lord
- 2007 - Charming
- 2008 - Graffiti
- 2009 - Other Boys
- 2009 - The Mirror House
- 2009 - I Never
- 2010 - Hot Hands

### Fanfiction
- The Draco Trilogy (Harry Potter)
- The Not So Secret Diaries (Gospodar prstanov)

(opomba: večina njenih knjig še ni prevedena)